# Just Lucas-Championnière
Just Lucas-Championnière est un médecin et chirurgien français, né à Saint-Léonard (Oise) le 15 août 1843 et mort à Paris le 22 octobre 1913, au cours d'une séance de l'Académie des sciences durant laquelle il venait de prononcer une importante communication sur la trépanation préhistorique.

## Biographie

### Carrière
Just Lucas-Championnière est le petit-fils de Pierre-Suzanne Lucas de La Championnière (1769-1828), officier dans l'Armée de Charette pendant les guerres de Vendée, et le fils du docteur Just Lucas-Championnière (1803-1858), fondateur du Journal de médecine et de chirurgie pratiques, premier journal professionnel à grande diffusion destiné aux médecins généralistes. Son frère Paul (1848-1918) est également médecin, comme son oncle, Mériadec Laënnec. 
Interne en médecine en 1866, il passe sa thèse de doctorat en 1870 avant de s'engager dans la 5e ambulance internationale lors de la guerre de 1870. Il est nommé chirurgien des hôpitaux en 1874. Il dirige successivement les services chirurgicaux de l'hôpital Cochin (maternité), de l'hôpital Tenon, de l'hôpital Saint-Louis, de l'hôpital Beaujon, et enfin de l'Hôtel-Dieu, jusqu'à sa retraite en 1906.

### Le pionnier de l'antisepsie en France
En 1867, encore étudiant en médecine, Just Lucas-Championnière est intrigué par un article du journal médical The Lancet où le chirurgien britannique Joseph Lister décrit les travaux sur l'antisepsie, inspirés par les théories de Louis Pasteur, qu'il mène depuis deux ans à la Glasgow Royal Infirmary (en). L'année suivante, il se rend en Écosse pour observer les méthodes de Lister, se lie d'amitié avec lui et passe un mois dans son service. En janvier 1869, il publie le premier article en français sur les vertus de l'antisepsie. Il en sera toute sa vie un ardent propagandiste. Il est l'auteur du premier ouvrage français de référence sur cette méthode, le Manuel de chirurgie antiseptique, paru en 1875 (deuxième édition 1880). Codirecteur du Journal de médecine et de chirurgie pratiques avec son frère Paul, il consacre de nombreux articles à l'antisepsie.
Nommé directeur de la maternité de l'hôpital Cochin, il y introduit l'antisepsie à l'aide de moyens très simples : savonnage des mains avant les interventions, traitement des plaies à l'acide phénique. La baisse de la mortalité des accouchées est spectaculaire : « Dans son service de Cochin, en 1878, la mortalité était seulement de 2 pour 1000, tandis que la même année, dans les hôpitaux où l'antisepsie n'était pas pratiquée, la mortalité était parfois de 50 pour 1000 ».
Il mène aussi de nombreux travaux considérés à l'époque comme très novateurs sur la cure radicale des hernies (1880-1893), la trépanation guidée par les localisations cérébrales (1878) ou le traitement des fractures (1887-1895). Il est l'auteur d'un ouvrage sur le Traitement des fractures par le massage et la mobilisation.

## Distinctions

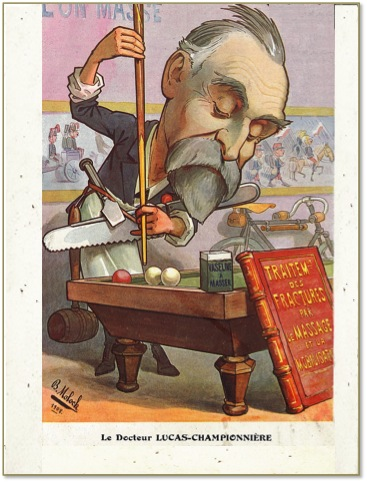
Caricature de Just Lucas-Champonnière dans la revue médicale Chanteclair de 1910.

Élu membre de l'Académie nationale de médecine en 1894 et de l'Institut de France (Académie des sciences) en 1912, Just Lucas-Championnière a aussi été coopté par de prestigieuses institutions étrangères : Collège royal des chirurgiens de Londres, Collège royal des chirurgiens d'Édimbourg, Académie de médecine de New York. Il était aussi docteur honoraire de l'université d'Édimbourg et de l'université de Sheffield. Il a été élu président de la Société de chirurgie en 1894, de l'Association française de chirurgie en 1901, de la Société internationale de chirurgie en 1911. 
Amateur de cyclisme, il a aussi été le premier président du Touring club de France.
Une médaille à son effigie a été gravée par Paul Richer à l'occasion de sa réception à l'Institut.
Il a été nommé commandeur de la Légion d'honneur en 1907. Il était aussi officier de l'Instruction publique, commandeur de l'Ordre de la couronne de Roumanie, commandeur de l'Ordre du Libérateur du Venezuela et officier de la rose du Brésil.
La rue du Docteur-Lucas-Championnière à Paris (13e) et une autre à Avilly-Saint-Léonard (Oise) portent son nom.

## Source
- J. Lucas-Championnière, Imprimerie Daix et Thiron (Thiron & Franjou, Succrs), Clermont, 1916 (recueil d'hommages)